# Basic Instinct (album)
„Basic Instinct” este cel de-al patrulea album de studio al interpretei americane Ciara, acesta a fost lansat pe data de 10 decembrie 2010, prin intermediul caselor de discuri LaFace Records și Jive Records.

## Lista pieselor
| Basic Instinct – Standard version |                                |                                                                                  |                                             |         |  |
| Nr.                               | Titlu                          | Autor(i)                                                                         | Producător(i)                               | Lungime |  |
| 1.                                | „Basic Instinct (U Got Me)”    | Ciara Harris Terius "The-Dream" Nash C. "Tricky" Stewart                         | Stewart Nash Kuk Harrell                    | 3:29    |  |
| 2.                                | „Ride” (featuring Ludacris)    | Harris Nash Stewart Christopher Bridges                                          | Stewart Nash Harrell                        | 4:34    |  |
| 3.                                | „Gimmie Dat”                   | Harris Stewart Kenneth Coby                                                      | Stewart Soundz Harrell                      | 4:11    |  |
| 4.                                | „Heavy Rotation”               | Harris Coby Mike Molina Nelson Kyle Rogers Andrell Brian Flemming Gerald J Coats | The Agency (Molina and Kyle) Soundz Harrell | 4:08    |  |
| 5.                                | „Girls Get Your Money”         | Harris Nash Stewart                                                              | Stewart Nash Harrell                        | 3:32    |  |
| 6.                                | „Yeah I Know”                  | Harris Coby Jordan Suecof                                                        | Infinity Harrell                            | 3:44    |  |
| 7.                                | „Speechless”                   | Harris Nash Stewart                                                              | Stewart Nash Harrell                        | 4:08    |  |
| 8.                                | „You Can Get It”               | Harris Nash Stewart                                                              | Stewart Nash Harrell                        | 4:00    |  |
| 9.                                | „Turn It Up” (featuring Usher) | Harris Ester Dean Usher Raymond Tyler "T-Minus" Williams H. Humphrey             | Stewart T-Minus Harrell                     | 3:08    |  |
| 10.                               | „Wants for Dinner”             | Harris Nash Stewart                                                              | Stewart Nash Harrell                        | 3:31    |  |
| 11.                               | „I Run It”                     | Harris Nash Stewart                                                              | Stewart Nash Harrell                        | 5:15    |  |